# Breitenbach, Burgenland
Breitenbach là một đô thị thuộc huyện Burgenland, bang Sachsen-Anhalt, Đức. Đô thị Breitenbach, Burgenland có diện tích 19,39 kilômét vuông, dân số thời điểm ngày 31 tháng 12 năm 2006 là 343 người.